# Cyrtomium macrophyllum
Cyrtomium macrophyllum är en träjonväxtart som först beskrevs av Mak., och fick sitt nu gällande namn av Tag. Cyrtomium macrophyllum ingår i släktet Cyrtomium och familjen Dryopteridaceae. Inga underarter finns listade.